# Lupinus lindenianus
Lupinus lindenianus är en ärtväxtart som beskrevs av Charles Piper Smith. Lupinus lindenianus ingår i släktet lupiner, och familjen ärtväxter. Inga underarter finns listade i Catalogue of Life.